# Фінал кубка Англії з футболу 1965
Фінал кубка Англії з футболу 1965 — 84-й фінал найстарішого футбольного кубка у світі. Учасниками фіналу були  «Ліверпуль» і «Лідс Юнайтед».
Володарем кубкового трофею став «Ліверпуль», для якого цей фінал був третім в історії і лише першим переможним.
Основний час фінальної гри завершився нульовою нічиєю, а додатковий час виявився значно багатшим на події — на його початку нарешті відкрити рахунок гри вдалося нападнику «Ліверпуля» Роджеру Ганту, за сім хвилин півзахисник «Лідса» Біллі Бремнер відновив рівновагу в рахунку, а ще за сім хвилин, на 117-ій хвилині від початку гри, фланговий навіс влучним ударом головою замкнув інший ліверпульський нападник Іан Сент-Джон, чий гол і виявився вирішальним.

## Шлях до фіналу
| «Ліверпуль»            | «Ліверпуль» | «Ліверпуль»                             | Раунд           | «Лідс Юнайтед»      | «Лідс Юнайтед» | «Лідс Юнайтед»                                                    |
| ---------------------- | ----------- | --------------------------------------- | --------------- | ------------------- | -------------- | ----------------------------------------------------------------- |
| Суперник               | Результат   | Матчі                                   |                 | Суперник            | Результат      | Матчі                                                             |
| «Вест-Бромвіч Альбіон» | 2-1         | 2-1 на виїзді                           | Третій раунд    | «Саутпорт»          | 5-3            | 5-3 вдома                                                         |
| «Стокпорт Каунті»      | 3-1         | 1-1 вдома, 2–0 на виїзді (перегравання) | Четвертий раунд | «Евертон»           | 3-2            | 1—1 вдома, 2-1 на виїзді (перегравання)                           |
| «Болтон Вондерерз»     | 1–0         | 1–0 на виїзді                           | П'ятий раунд    | «Шрусбері Таун»     | 2–0            | 2—0 вдома                                                         |
| «Лестер Сіті»          | 1–0         | 0—0 на виїзді, 1—0 вдома                | Шостий раунд    | «Крістал Пелес»     | 3–0            | 3—0 на виїзді                                                     |
| «Челсі»                | 2–0         | 2–0 на нейтральному полі                | 1/2 фіналу      | «Манчестер Юнайтед» | 1–0            | 0–0 на нейтральному полі, 1–0 на нейтральному полі (перегравання) |

## Матч
| 1 травня 1965 15:00 BST |

| «Ліверпуль»             | 2–1 (д.ч.) | «Лідс Юнайтед» |
| ----------------------- | ---------- | -------------- |
| Гант 93' Сент-Джон 117' | Протокол   | Бремнер 100'   |

| Вемблі, Лондон Глядачів: 100 000 Арбітр: Вільям Клементс |

| «Ліверпуль» | «Лідс Юнайтед» |

|                  |    |                 |  |
|                  |    |                 |  |
| ВР               | 1  | Томмі Лоуренс   |  |
| ЗХ               | 2  | Кріс Лоулер     |  |
| ЗХ               | 3  | Джеррі Берн     |  |
| ПЗ               | 4  | Джефф Стронг    |  |
| ЗХ               | 5  | Рон Їтс (к)     |  |
| ПЗ               | 6  | Віллі Стівенсон |  |
| ПЗ               | 7  | Іан Каллаган    |  |
| НП               | 8  | Роджер Гант     |  |
| НП               | 9  | Іан Сент-Джон   |  |
| ЗХ               | 10 | Томмі Сміт      |  |
| ПЗ               | 11 | Пітер Томпсон   |  |
| Головний тренер: |    |                 |  |
| Білл Шенклі      |    |                 |  |

|                  |    |                    |  |
|                  |    |                    |  |
| ВР               | 1  | Гарі Спрейк        |  |
| ЗХ               | 2  | Пол Ріні           |  |
| ЗХ               | 3  | Віллі Белл         |  |
| ПЗ               | 4  | Біллі Бремнер      |  |
| ЗХ               | 5  | Джек Чарльтон      |  |
| ЗХ               | 6  | Норман Гантер      |  |
| ПЗ               | 7  | Джонні Джайлс      |  |
| НП               | 8  | Джим Сторрі        |  |
| НП               | 9  | Алан Пікок         |  |
| ПЗ               | 10 | Боббі Коллінс (к)  |  |
| ПЗ               | 11 | Альберт Йоганнесон |  |
| Головний тренер: |    |                    |  |
| Дон Реві         |    |                    |  |